# Nguyễn Văn Chức
Nguyễn Văn Chức (1928-2018), nguyên là một tướng lĩnh Công binh của Quân lực Việt Nam Cộng hòa, cấp bậc Chuẩn tướng. Ông xuất thân từ trường Võ bị Địa phương được Quân đội Pháp mở ra tại Nam phần vào thời kỳ Quân đội Quốc gia Việt Nam mới được thành lập và là thành phần trong Quân đội Liên hiệp Pháp. Trong suốt thời gian tại ngũ ông chỉ phục vụ trong ngành chuyên môn của mình.

## Tiểu sử & Binh nghiệp
Ông sinh vào tháng 11 năm 1928 trong một gia đình điền chủ khá giả tại Sa Đéc, miền Nam Việt Nam. Ông đã tốt nghiệp Trung học chương trình Pháp tại Cần Thơ với văn bằng Tú tài toàn phần (Part II).

### Quân đội liên hiệp Pháp
Giữa năm 1950, thi hành lệnh động viên, ông nhập ngũ vào Quân đội Liên hiệp Pháp, mang số quân: 48/119.570. Theo học khóa 2 tại trường Võ bị Địa phương Nam Việt (Vũng Tàu). Đầu năm 1951, ông tốt nghiệp với cấp bậc Chuẩn úy. Ra trường ông được chọn vào ngành Công binh giữ chức vụ Trung đội trưởng trong Đại đội Công binh biệt lập.

### Quân đội Quốc gia Việt Nam
Đầu năm 1952, ông được thăng cấp Thiếu úy và được cử chức vụ Đại đội phó. Cùng năm, Quân đội Quốc gia thành lập Bộ Tổng Tham mưu, ông chuyển sang phục vụ Quân đội Quốc gia. Giữa năm 1953, ông được thăng cấp Trung úy và thuyên chuyển về Tiểu đoàn 1 Công binh Việt Nam giữ chức vụ Đại đội trưởng. Cuối tháng 7 năm 1954, sau Hiệp định Genève (20 tháng 7), ông được cử đi tu nghiệp tại trường Công binh Angers, Pháp.

## Quân đội Việt nam Cộng hòa
Đầu năm 1955, mãn khóa về nước ông được cử làm Huấn luyện viên tại trường Công binh Việt Nam. Tháng 11 cùng năm, sau khi Thủ tướng Ngô Đình Diệm lên làm Tổng thống, lập nên nền Đệ nhất Cộng hòa đồng thời đổi tên Quân đội Quốc gia Việt Nam thành Quân đội Việt Nam Cộng hòa, chuyến sang phục vụ cơ cấu mới, ông được thăng cấp Đại úy tại nhiệm. Giữa năm 1956, ông được chuyển sang làm Tham mưu trưởng Liên đoàn 4 Công binh chiến đấu.
Đầu năm 1957, ông được cử làm Tiểu đoàn trưởng Tiểu đoàn 402 Công binh chiến đấu. Giữa năm 1958, ông được đi du học tại trường Công binh Cao cấp Fort Belvoir, Virginia, Hoa Kỳ. Đầu năm 1959, mãn khóa về nước ông được giữ chức vụ Liên đoàn trưởng Liên đoàn 1 Công binh chiến đấu.
Đầu năm 1960, Liên đoàn 1 được đổi tên thành Liên đoàn 30 Công binh chiến đấu, ông được thăng cấp Thiếu tá tại nhiệm. Ngày Quốc khánh Đệ Nhất Cộng hòa 26 tháng 10 năm 1962, ông được thăng cấp Trung tá tại nhiệm.
Đầu năm 1967, ông được cử đi du học khóa Tham mưu cao cấp (khóa 1967 - 1) thụ huấn 16 tuần tại trường Chỉ huy và Tham mưu Fort Leavenworth, Kansas, Hoa Kỳ. Tháng 6 cùng năm, mãn khóa về nước ông được thăng cấp Đại tá tại nhiệm. Ngày Quân lực 19 tháng 6 năm 1968, ông chuyển sang đảm nhận chức vụ Liên đoàn trưởng Liên đoàn 40 Công binh chiến đấu.
Tháng 3 năm 1970, chuyển về trường Cao đẳng Quốc phòng giữ chức Phụ tá cho Chỉ huy trưởng là Trung tướng Lữ Lan. Đầu năm 1971, ông kiêm Trưởng khoa Luận án Kết khóa ở Trường Cao đẳng Quốc phòng.
Đầu năm 1972, ông chuyển sang lĩnh vực Hành chính Quân sự và được bổ nhiệm chức vụ Tỉnh trưởng kiêm Tiểu khu trưởng tỉnh Bình Định. Tháng 6 cùng năm, ông được lệnh bàn giao chức vụ Tỉnh trưởng và Tiểu khu trưởng lại cho Đại tá Hoàng Đình Thọ (để chuyển về Trung ương nhận nhiệm vụ mới). Ngày Quốc khánh Đệ Nhị Cộng hòa 1 tháng 11 cuối năm, ông được thăng cấp Chuẩn tướng.
Tháng 7 năm 1973, ông được bổ nhiệm chức vụ Cục trưởng Cục Công binh thay thế Chuẩn tướng Nguyễn Chấn.

## 1975
Đầu tháng 4, sau khi bàn giao chức Cục trưởng Cục Công binh lại cho Đại tá Nguyễn Thiện Nghị. Ông tham chính và được chỉ định vào chức vụ Thứ trưởng Đặc trách Định cư tại Phủ Quốc vụ khanh.
Chiều ngày 29 tháng 4, ông được Tổng thống Dương Văn Minh bổ nhiệm chức vụ Tổng cục trưởng Tổng cục Tiếp vận thay thế Trung tướng Đồng Văn Khuyên (đã tự ý bỏ nhiệm sở di tản ra khỏi nước) để trách nhiệm bàn giao đơn vị cho đối phương.
Ngày 30 tháng 4, ông di tản sang Hoa Kỳ và định cư tại Rosevill, Tiểu bang California.
Ngày 22 tháng 10 năm 2018, ông từ trần tại nơi định cư, hưởng thọ 90 tuổi.

## Huy chương
-Bảo quốc Huân chương đệ ngũ đẳng

## Gia đình
-Ông có vợ và 7 người con (6 trai, một gái).
-Bào đệ: Ông Nguyễn Văn Phận, Giáo sư dạy sử địa tại trường Trung học Cần Thơ.